# کوگنا
کوگنا (انگلیسی: Cogna) شرکت خدمات آموزش برزیلی است، که در سال ۱۹۶۶ تأسیس شد.